# Marco Baßler
Marco Baßler (* 16. Juli 1999 in Landshut) ist ein deutscher Eishockeyspieler, der seit Dezember 2023 beim Deggendorfer SC aus der Eishockey-Oberliga unter Vertrag steht und dort auf der Position des rechten Flügelstürmers spielt. Zuvor war Baßler unter anderem für die Straubing Tigers und Eisbären Berlin in der Deutschen Eishockey Liga (DEL) aktiv.

## Karriere

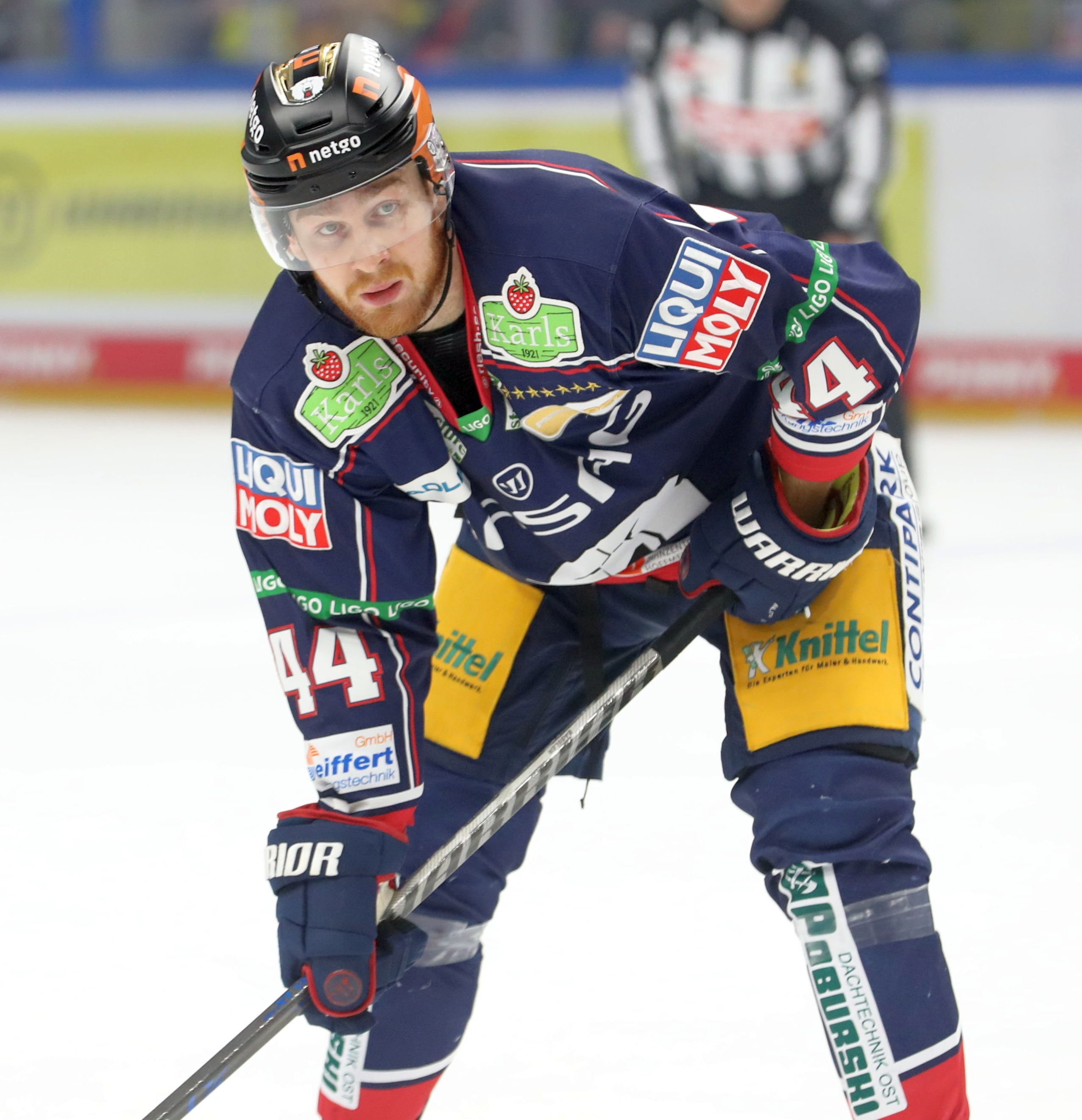
Baßler im Trikot der Eisbären Berlin (2022)

Marco Baßler begann seine Karriere beim EV Landshut, wo er alle Abteilungen des Nachwuchses durchlief und in der Schüler-Bundesliga sowie der Deutschen Nachwuchsliga (DNL) aktiv war. In der Saison 2017/18 spielte der Flügelstürmer erstmals für die Profimannschaft des EV Landshut in der Eishockey-Oberliga. In der folgenden Saison 2018/19 gewann Landshut die Meisterschaft in der Oberliga und stieg damit in die DEL2 auf.
Im Februar 2019 wurde bekannt gegeben, dass der junge Stürmer auch die Saison 2019/20 beim EV Landshut verbringen wird und zusätzlich im Rahmen einer Förderlizenz für die Straubing Tigers in der Deutschen Eishockey Liga (DEL) auflaufen wird. Im selben Monat erhielt Baßler einen langfristigen Vertrag bei den Tigers. Parallel spielte er weiter für den EVL in der DEL2. Im November 2021 wurde Baßler gegen Parker Tuomie von den Eisbären Berlin eingetauscht und erhielt zudem eine Förderlizenz für die Lausitzer Füchse. Im Mai 2022 gewann er mit den Eisbären seine erste Deutsche Meisterschaft, verbrachte im Anschluss die Spielzeit 2022/23 aber größtenteils bei den Füchsen in Weißwasser. Für Berlin absolvierte er lediglich acht Saisonspiele und erhielt über die Saison hinaus keinen Anschlussvertrag, sodass sich der Stürmer Ende August 2023 den Dresdner Eislöwen aus der DEL2 anschloss.
Bei den Eislöwen stand der Stürmer allerdings nur vier Monate unter Vertrag. In diesem Zeitraum bestritt Baßler 22 Partien, in denen ihm lediglich drei Scorerpunkte gelangen. Im Zuge einer Verletztenmisere sicherte sich daher der Deggendorfer SC aus der Oberliga die Dienste des 24-Jährigen im Dezember 2023.

### International
Baßler vertrat Deutschland erstmals bei der U18-Junioren-Weltmeisterschaft der Division IA 2017. Zwei Jahre später konnte bei der U20-Junioren-Weltmeisterschaft der Division IA 2019 der erste Platz erreicht werden, wodurch der Aufstieg in die Top-Division gelang.

## Erfolge und Auszeichnungen
- 2019 Aufstieg in die Top-Division bei der U20-Weltmeisterschaft der Division IA
- 2019 Oberliga-Meister und Aufstieg in die DEL2 mit dem EV Landshut
- 2022 Deutscher Meister mit den Eisbären Berlin

## Karrierestatistik
Stand: Ende der Saison 2023/24

### International
Vertrat Deutschland bei:
- U18-Junioren-Weltmeisterschaft der Division IA 2017
- U20-Junioren-Weltmeisterschaft der Division IA 2019

(Legende zur Spielerstatistik: Sp oder GP = absolvierte Spiele; T oder G = erzielte Tore; V oder A = erzielte Assists; Pkt oder Pts = erzielte Scorerpunkte; SM oder PIM = erhaltene Strafminuten; +/− = Plus/Minus-Bilanz; PP = erzielte Überzahltore; SH = erzielte Unterzahltore; GW = erzielte Siegtore; 1 Play-downs/Relegation; Kursiv: Statistik nicht vollständig)